# Sterup
Sterup ist eine Gemeinde in der Landschaft Angeln im Kreis Schleswig-Flensburg in Schleswig-Holstein.

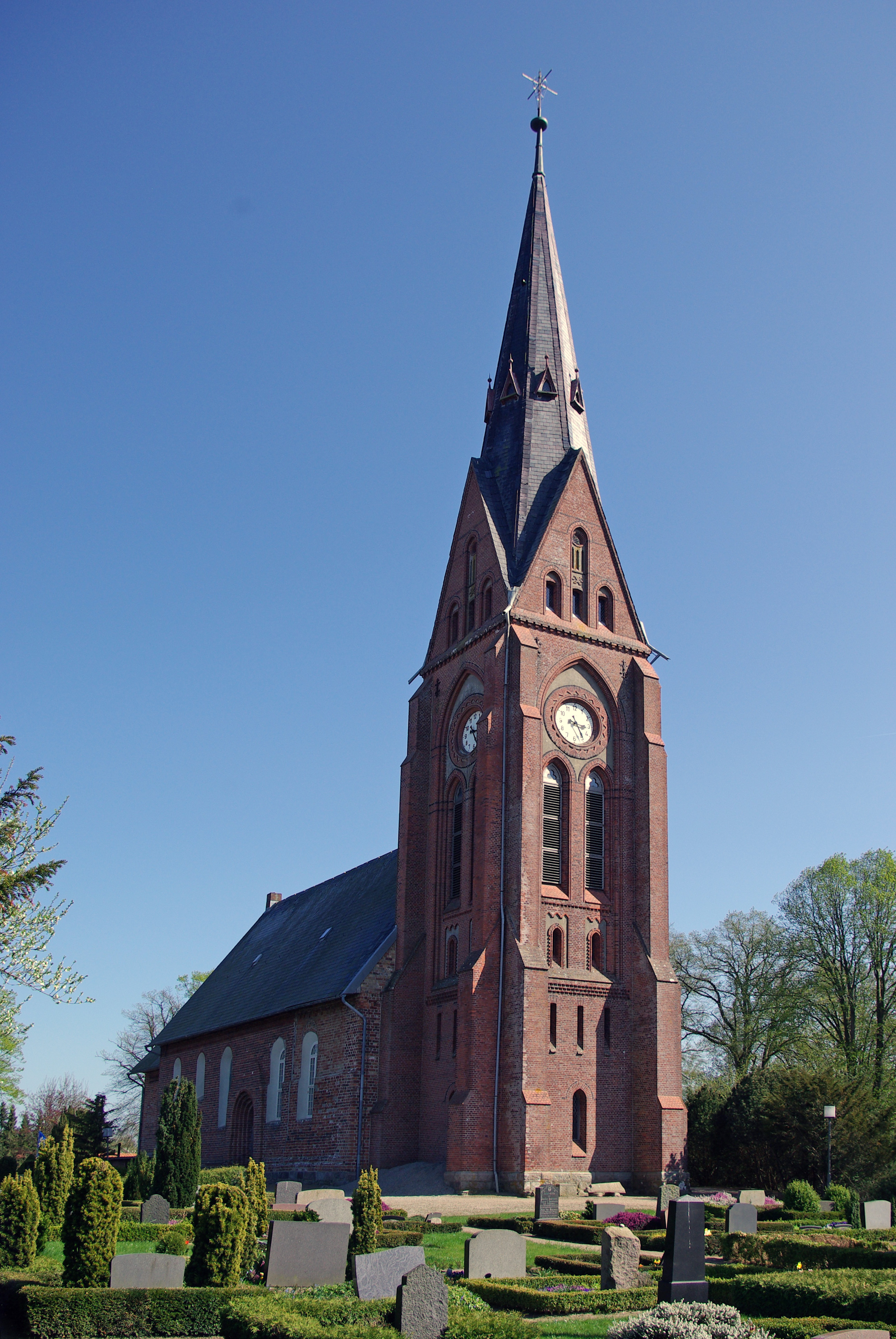
Die Kirche St. Laurentius

## Geografie und Verkehr
Sterup liegt etwa 21 Kilometer südöstlich von Flensburg nahe der Bundesstraße 199 nach Kappeln an der Landesstraße 21 von Flensburg nach Kappeln. Zum Gemeindegebiet gehören der Ortsteil Grünholz (dänisch: Grønholt) mit Grünholz-Husum (Grønholthusum) sowie die Wohnplätze Barredamm (Barredam), Birristoft (Berristoft oder Berritstoft), Boltoft, Borreweg (Borrevej), Bremholm, Brunsbüll (Brunsbøl), Dingholz (Tingskov), Duisberg (Dysbjerg oder Dyssebjerg), Höckeberg (Høgebjerg), Jordan (Jordam bzw. Hjortdam), Kallewatt (Kalvevad), Laßholz (Lasholt), Niehuus, Osterholm (Østerholm), Quegmai (Kvægmaj oder Kvægmade), Rackbüll (Ragebøl), Schadelund (Skadelund, auch Skardelund), Schnabe (Snabe, auch Snave), Solberg (Solbjerg), Sterupbek (Sterupbæk) und Sterupgaard.

## Geschichte
Die im Kern spätromanische St.-Laurentius-Kirche wurde 1230 erbaut. Der Ortsname ist erstmals 1352 als Stedorp dokumentiert 1538 findet sich die Form Stederup. Hinsichtlich der Bedeutung gibt es mehrere Deutungen. Der Name könnte sich von dän. stæth (≈Amboss in übertragener Bedeutung), dän. stæthi (≈am Ufer, hier am Ufer der Lippingau) oder zu altdän. stæthi (≈Stute) ableiten.
Vor dem Deutsch-Dänischen Krieg 1864 gehörte der Ort als Hauptort des gleichnamigen Kirchspiels administrativ zur Nieharde (Ny Herred) im Amt Flensburg, Herzogtum Schleswig. Im Jahr 1983 wurde eine Partnerschaft zwischen der Gemeinde Sterup und der Royal Navy geschlossen. Im Rahmen dieser Partnerschaft wurde die Gemeinde während der Kieler Woche von Vertretern der britischen Marine besucht. Diese gegenseitigen Besuche erfolgten bis Anfang 2000.

## Eingemeindungen
Am 24. März 1974 wurde die damalige Gemeinde Grünholz eingegliedert.

## Politik

### Gemeindevertretung
Von den 13 Sitzen in der Gemeindevertretung hat die CDU seit dem 14. Mai 2023 sieben Sitze und die Wählergemeinschaft Sterup sechs Sitze.

### Bürgermeister
Bürgermeister der Gemeinde ist Johannes-F. Vogt von der CDU Sterup.

### Wappen
Blasonierung: „In Grün ein schräglinker silberner Wellenbalken. Im goldenen Schildfuß der schwarze Steruper Allmanns-Schleef.“

## Wirtschaft
In Sterup befinden sich mehrere Handwerks-, Dienstleistungs- und Einzelhandelsbetriebe. 1924 eröffnete Otto Henningsen sen. seine Werkstatt mit Tankstelle in der Flensburger Straße. Sie gilt als die älteste Tankstelle Deutschlands.

## Sehenswürdigkeiten
- Die Kirche St. Laurentius – Das Schiff stammt aus dem 13. Jahrhundert.
- Das Pastorat mit Stuckdekor am Giebel
- Das ehemalige Kaufhaus Angeln (1908–1975) – heute gemischte Nutzung

In der Liste der Kulturdenkmale in Sterup stehen die in der Denkmalliste des Landes Schleswig-Holstein eingetragenen Kulturdenkmale.

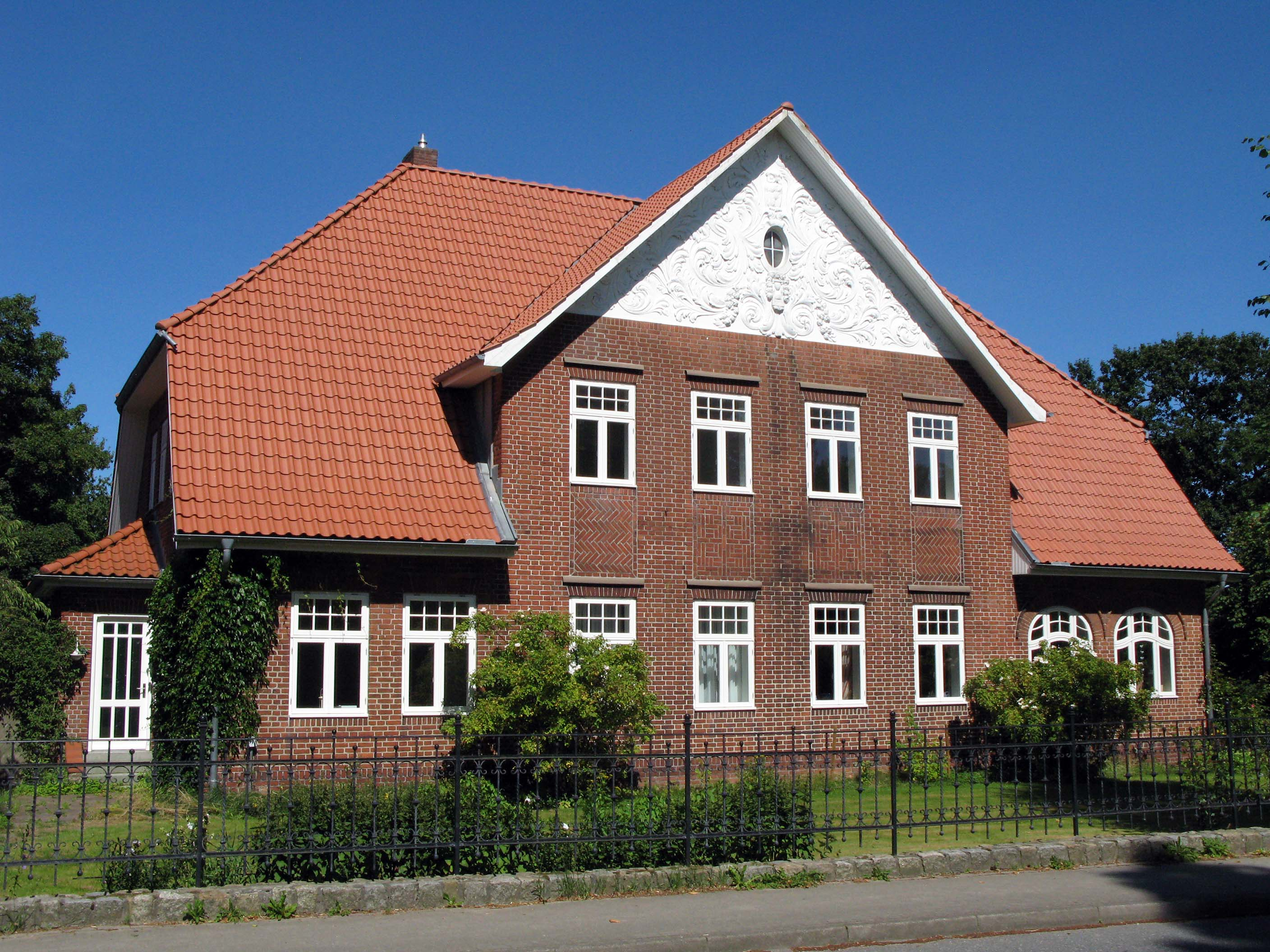
Das Pastorat
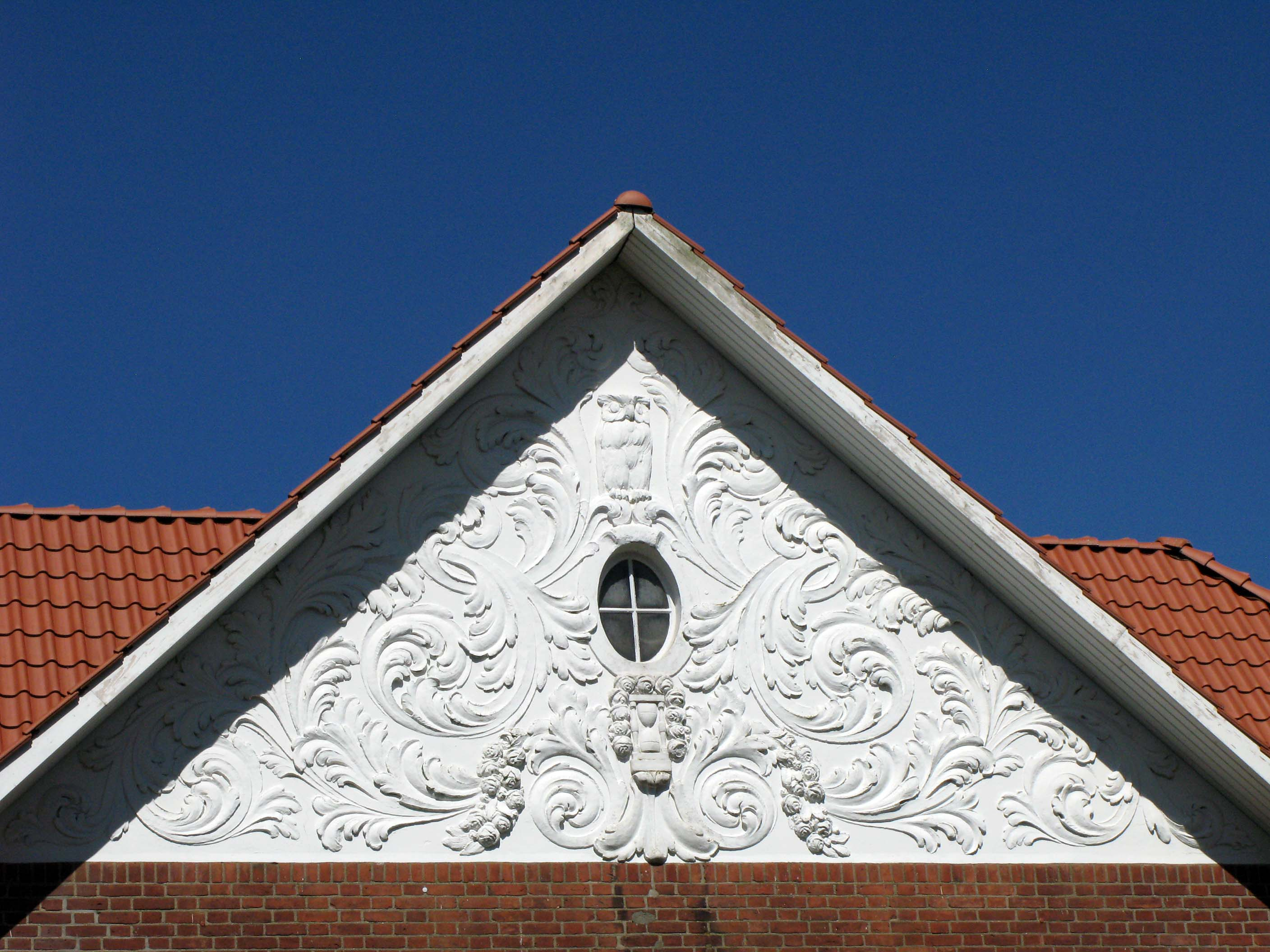
Stuckdekor am Pastoratsgiebel
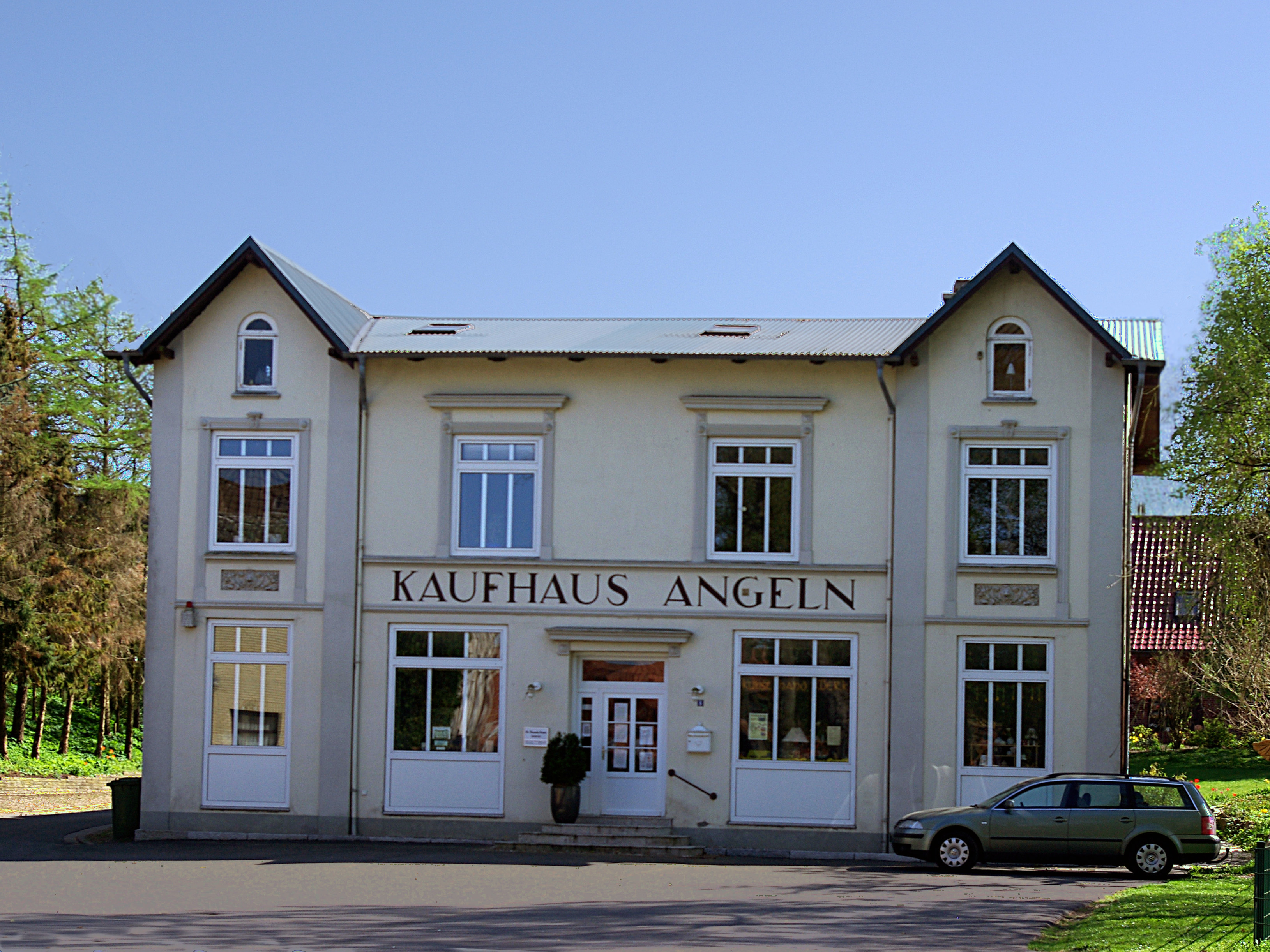
Das ehemalige Kaufhaus